# 梦入神机 (棋谱)
《梦入神机》，象棋古谱之一，原作者不详，大约成刊于明嘉靖之前。根据清朝《内阁藏书目录》的记载，原书共有12卷。此谱的大部分已经散轶，一部分曾被编入《适情雅趣》。现存版本是郑国钧于1949年从市集的一家杂货摊商处所得。